# Rosa Maria Piñol Soler
Rosa María Piñol Soler (Barcelona, 1950 - Barcelona, 8 de agosto de 2021) fue una periodista cultural española.

## Biografía
De joven trabajó un par de años en la revista Cavall Fort, haciendo de secretaria de dirección, junto a Albert Jané.
Posteriormente, estudió periodismo en el Centre d'Influència Catòlica (CICF).
Comenzó su trayectoria profesional trabajando en el Diario Femenino de Sebastián Auger, donde comenzó haciendo el horóscopo y la sección de cartas al director y donde posteriormente recibió el encargo del entonces director Ramón Solanes, de coordinar una página en catalán en el diario.
Trabajó en el diario Avui desde su creación, primero con temas sobre Barcelona y enseñanza y, a partir de 1980, en la sección de cultura. En 1983 entró a formar parte de La Vanguardia como redactora de cultura y se especializó en literatura y cultura catalanas. En septiembre del 2010, con el inicio de la versión en catalán del diario, formó parte del equipo lingüístico-periodístico que se encargó preparar esta edición.
En 2012, firmó el manifiesto Llamada a la Cataluña Federalista y de Izquierdas.
Se jubiló en 2015.

## Premios
- Premio Atlántida (1992), otorgado por el Gremio de Editores de Cataluña.[6]
- Premio Trayectoria (2015), con Lluís Bonada, y el Memorial Pedro Rodea, por su «larga y consolidada trayectoria dedicada al mundo del periodismo cultural, así como el claro interés por la labor de los libreros y de las librerías.[5]